# John Logie Baird
John Logie Baird FRSE (/ˈloʊɡɪ bɛrd/; 14 tháng 8 năm 1888 – 14 tháng 6 năm 1946) là nhà vật lý, kỹ sư điện, nhà nghiên cứu tiên phong về vô tuyến điện và truyền hình. 
Ông là người Scotland.
John Logie Baird sinh năm 1888 ở tại Dumbartonshire (Anh) trong một làng chài bên cửa sông Garloch. Cha của cậu là một giáo sĩ. 
Cậu John Logie yếu ớt, hay đau ốm vặt, cho nên buổi học buổi nghỉ, không thích thể thao, ưa thích máy móc. 
Năm mười hai tuổi, cậu và bốn người bạn lắp đặt một đường điện thoại nối các gác xép của nhau để chơi.